# Карси (Опатовський повіт)
Карси (пол. Karsy) — село в Польщі, у гміні Ожарув Опатовського повіту Свентокшиського воєводства.
Населення — 262 особи (2011).
У 1975-1998 роках село належало до Тарнобжезького воєводства.

## Демографія
Демографічна структура на день 31 березня 2011 року:
|          | Загалом | Допрацездатний вік | Працездатний вік | Постпрацездатний вік |
| -------- | ------- | ------------------ | ---------------- | -------------------- |
| Чоловіки | 130     | 40                 | 72               | 18                   |
| Жінки    | 132     | 28                 | 80               | 24                   |
| Разом    | 262     | 68                 | 152              | 42                   |